# Flüchtiger
Ein Flüchtiger ist, vorzugsweise in der Sprachweise von Polizei und Justiz, eine Person, die sich den Strafverfolgungsbehörden durch Flucht entzieht. 

## Verwendungsfälle des Begriffs im Justizbereich
Es handelt sich bei Flüchtigen in der Regel um mutmaßliche oder aus der Haft geflohene Straftäter. Ein solcher wird auch als Gefängnisflüchtling bezeichnet. Der Begriff wird häufig auch im Zusammenhang mit der Unfallflucht verwendet. 
Eine bereits erfolgte Flucht von mutmaßlichen Straftätern begründet oftmals den Haftgrund der (erneuten) Fluchtgefahr. 

## Abgrenzung vom Begriff des Flüchtlings
Die Abgrenzung zum Flüchtling ist nicht immer klar zu treffen. Der Begriff des Flüchtlings ist in der Regel positiv konnotiert und mit einer Flucht aus gesellschaftlich und/oder juristisch anerkannten Gründen, wie z. B. der drohenden Gefahr für Leib und Leben, verbunden, vgl. Asylrecht. 
Nicht ausgeschlossen ist jedoch, dass ein in einem Land als Flüchtiger betrachteter Straftäter gerade wegen der mutmaßlich oder tatsächlich begangenen Straftat bzw. der damit verbundenen Rechtsfolge in einem anderen Land asylerhebliche Fluchtgründe vorbringen kann, die ihm zumindest subsidiären Schutz im Sinne des Flüchtlingsrechts verschaffen. Dies ist insbes. dann der Fall, wenn die betroffene Person im Herkunftsland von der Todesstrafe bedroht ist oder zum Tode verurteilt wurde, vgl. § 4 Abs. 1 Nr. 1 Asylgesetz (AsylG). 